# Bolero (1934)
Bolero (Originaltitel: Bolero) ist ein US-amerikanisches Musicaldrama aus dem Jahr 1934 von Wesley Ruggles mit George Raft und Carole Lombard in den Hauptrollen. Das Drehbuch basiert einer Originalstory von Carey Wilson und Kubec Glasmon nach einer Idee von Ruth Ridenour.

## Handlung
1910 träumt der Bergarbeiter Raoul De Baere davon, professioneller Tänzer zu werden, und nutzt die finanzielle Unterstützung seines Bruders Mike, um seine Träume zu verwirklichen. Seinen ersten Auftritt hat er in einem Biergarten in New Jersey, doch schon bald zieht er weiter nach Paris und in einen eleganteren Club, wo Mike als sein Manager fungiert. Raoul ist ständig frustriert über die amourösen Avancen seiner Tanzpartnerin Leona, denn er hält nichts davon, Geschäftliches mit Vergnügen zu verbinden. Er feuert sie, nachdem er Helen Hathaway vortanzen lässt, die mit ihm einen Vertrag für einen Auftritt im Essex Club in London unterschreibt. Raoul lässt Helen versprechen, dass sie ihn abweisen wird, sollte er sich jemals in sie verlieben. Sie sind als Tanzteam ein enormer Erfolg, und sie haben keine romantische Beziehung.
Raouls Ambitionen steigen weiter ins Unermessliche und er plant, seinen eigenen Nachtclub zu eröffnen. Während eines Urlaubs in Belgien verlieben sich Raoul und Helen trotz ihres Versprechens ineinander. Am Eröffnungsabend seines Clubs in Paris präsentiert Raoul seinen Tanz „Bolero“, doch im Club herrscht Kriegsgerede, und ihr Auftritt wird ignoriert. Raoul strebt nach Erfolg um jeden Preis und bringt die Menge dazu, die Kriegsanstrengungen zu unterstützen, indem er verspricht, sich einschreiben zu lassen. Als Helen erkennt, dass Raouls Einschreiben ein Werbegag ist, ist sie desillusioniert und verlässt ihn.
Während des Krieges heiratet sie Lord Coray, während Mike und Raoul in den Schützengräben kämpfen. Raoul erleidet eine Herzverletzung und ein Arzt sagt ihm, dass er nicht mehr tanzen darf. Nach dem Krieg jedoch eröffnet Raoul seinen Club wieder. Coray und Helen besuchen die Eröffnungsnacht, und als Raouls Partnerin ihn versetzt, tritt Helen mit ihm auf. Überglücklich über ihren Erfolg will Raoul die Aufführung fortsetzen, stirbt jedoch plötzlich an Herzversagen.

## Hintergrund
Gedreht wurde der Film ab dem 14. November 1933.
Einer Pressemeldung zufolge hat Paramount dem Komponisten Maurice Ravel Geld für das Recht gezahlt, den Namen seiner berühmten Komposition Boléro als Titel dieses Films zu verwenden. Als Paramount herausfand, dass der Titel gemeinfrei war, beschloss das Unternehmen, auch die Filmmusik zu verwenden, wofür Ravel keine Vergütung erhielt.
Eine zeitgenössische Werbung bewarb Sally Rand als „die ursprüngliche Fächertänzerin der berühmten Chicagoer Weltausstellung“ und nannte den Film den „ersten Film, der sich mit dem Leben und den Lieben eines männlichen Tänzers befasst“. Zu den Szenen, die von der staatlichen Zensur häufig entfernt werden, gehören Teile von Sally Rands Fächertanz und Mikes Satz „Sie braucht eine schnelle Behandlung!“
In einem Presseartikel aus dem Jahr 1948 erklärte George Raft, dass dies eine seiner Lieblingsrollen sei, weil darin getanzt werde und die Rolle auf dem Leben von Maurice Mouvet, einem berühmten französischen Tänzer, basiere. In den Story-Sammlungen von Paramount befindet sich eine inoffizielle Biografie von Mouvet, verfasst von Ruth Ridenour. In dieser wird festgelegt, dass das Material „vertraulich und nur als Grundlage für Filmmaterial zu verwenden“ sei.
Modernen Quellen zufolge war ursprünglich Miriam Hopkins für die Hauptrolle vorgesehen. 1959 verhandelte Raft erfolglos über das Remake und die Fernsehrechte von Bolero. Die Tanznummer „Bolero“ wurde 1961 in der Filmbiografie von Raft mit dem Titel The George Raft Story nachgespielt.
Hans Dreier oblag die künstlerische Leitung. Travis Banton war für das Kostümbild zuständig. Musikalischer Direktor war Nat W. Finston.

## Veröffentlichung
Die Premiere des Films fand am 23. Februar 1934 statt. Im Deutschen Reich kam er im September 1934 in die Kinos.

## Kritiken
Der Filmkritiken-Aggregator Rotten Tomatoes hat in einer Auswertung von über 100 User-Kritiken ein Publikumsergebnis von 44 Prozent positiver Bewertungen ermittelt.
Andre Sennwald von der The New York Times befand, George Raft sei eher ein lebhafter und bildlich interessanter Typ als ein Schauspieler im technischen Sinne und erweise sich daher als unfähig, die volle Bedeutung des ruhmhungrigen Tänzers zu übernehmen. Die äußere Attraktivität, die Raft in die Rolle einbringt, verleihe dem Film dennoch beträchtliche Farbe, und der Film schaffe es, einigermaßen unterhaltsam zu sein, ohne die wahren Möglichkeiten der Geschichte als überwältigende Studie der Größenwahnsinnigkeit auszuschöpfen.
Helen Brown Norden schrieb im Magazin Vanity Fair: „George Raft und Carole Lombard in einem Film, der auf dem Leben des verstorbenen großen Tänzers Maurice basieren soll. Seine Nachfahren sollten wegen Verleumdung klagen“.
Der Kritiker des TV Guide sah eine farbenfrohe Geschichte, aufregende Tanznummern, schöne Inszenierung.